# Міхай Шуба
Міхай Шуба (рум. Mihai Șubă; 1 червня 1947, Бухарест) — румунський шахіст, гросмейстер від 1978 року.

## Шахова кар'єра
У 1980, 1981 i 1986 роках тричі здобував золоту медаль чемпіонату Румунії в особистому заліку. 1982 року поділив 2-ге місце (позаду Золтана Ріблі, разом з Дьюлою Саксом) на зональному турнірі (відбору до чемпіонатів світу) в Беїле-Херкулане. Того самого року був дуже близьким, щоб потрапити до претендентських матчів, посівши 3-тє місце на міжзональному турнірі в Лас-Пальмасі (два 1-ші місця посіли тоді Золтан Ріблі i Василь Смислов і пройшли далі). Причому єдиної поразки зазнав від Волтера Брауна, який посів останнє місце. Посів або поділив 1-ше місце в таких містах як: Дортмунд (1983), Берлін (турнір Berliner Sommer, 1985), Прага (1985, зональний турнір) i Тімішоара (1987). До своїх успіхів також може віднести поділ 3-го місця на сильному посіяному турнірі в Таллінні 1983 року (разом з Тиграном Петросяном і Яаном Ельвестом, позаду Михайла Таля i Рафаеля Ваганяна). 1985 року вдруге виступив на міжзональному турнірі в Тунісі, але цього разу результат був скромнішим (посів 11-те місце).
Неодноразово представляв Румунію i Англію (КЧЄ — 1989) на командних змаганнях, зокрема,:
- шість разів на шахових олімпіадах (1978, 1980, 1982, 1984, 1986, 1992)[4],
- на командному чемпіонаті світу (1985)[5],
- тричі на командних чемпіонатах Європи (1977, 1989, 1992)[6],
- одинадцять разів на чемпіонатах балканських країн (1974, 1976, 1977, 1978, 1979, 1980, 1981, 1982, 1983, 1984, 1985); одинадцять разів здобував медалі: разом з командою — золоту (1977), п'ять разів срібну (1974, 1978, 1980, 1981, 1985) i п'ять разів бронзову (1976, 1979, 1982, 1983, 1984)[7].

1988 року, після завершення турніру в Лондоні, разом із сином залишився у Великій Британії i попросив політичного притулку. 1990 року, після падіння режиму Ніколае Чаушеску знову почав представляти Румунію на міжнародній арені. Нині проживає в Іспанії i щороку бере участь у турнірах за швейцарською системою, на багатьох досягнув успіху. 2011 здобув у Курмайорі звання чемпіона Європи серед ветеранів (учасників старших за 60 років).
Шубу вважають предтечею і спеціалістом з побудови їжак, яка вирізняється характерною розстановкою чорних пішаків на полях a6, b6, d6, а також e, i найчастіше зустрічається в англійському початку, новоіндійському захисті та в деяких варіантах сицилійського захисту. У 1991 i 2000 роках видав дві книжки, що присвячені цій побудові.
Найвищий рейтинг у своїй кар'єрі мав станом на 1 липня 1986 року, досягнувши 2580 пунктів ділив тоді 20-21-ше місце (разом з Яссером Сейраваном) у рейтинг-листі ФІДЕ, водночас посідав 1-ше місце Серед румунських шахістів.

## Публікації
- Dynamic Chess Strategy. Pergamon, Oxford 1991, ISBN 0-08-037141-8
- The Hedgehog. Batsford, 2000, ISBN 0-7134-8696-1

## Зміни рейтингу
| На цьому місці має відображатися графік чи діаграма, однак з технічних причин його відображення наразі вимкнено. Будь ласка, не видаляйте код, який викликає це повідомлення. Розробники вже працюють для того, щоби відновити штатне функціонування цього графіка або діаграми. | |
| | На цьому місці має відображатися графік чи діаграма, однак з технічних причин його відображення наразі вимкнено. Будь ласка, не видаляйте код, який викликає це повідомлення. Розробники вже працюють для того, щоби відновити штатне функціонування цього графіка або діаграми. |